# Lam Fah Pha Subdistrict Municipality Stadium
Das Lam Fah Pha Subdistrict Municipality Stadium in ist ein Mehrzweckstadion in Phra Samut Chedi in der Provinz Samut Prakan. Von 2013 bis 2015 war es das Heimstadion des thailändischen Viertligisten Samut Prakan Football Club. Das Stadion hat eine Kapazität von 3000 Personen. Eigentümer und Betreiber ist die Lam Fah Pha Subdistrict Municipality.

## Nutzer des Stadions
| Verein                 | Zeitraum der Nutzung |
| ---------------------- | -------------------- |
| Samut Prakan FC        | 2013 bis 2015        |
| Samut Prakan United FC | 2017                 |